# 만경대구역
만경대구역(萬景臺區域)은 평양시의 동쪽에 있는 구역으로 남쪽은 대동강을 접하고, 동쪽은 남포시 강서구역과 천리마군에 접하며, 북쪽은 형제산구역과 접한다. 인구는 2008년 기준으로 321,690명으로 평양의 19구역 중 가장 많다.
땅이 평평하고 산이 없어 사람들이 사는 데 비교적 불편이 없으나, 비가 자주 내리지 않는 곳이기 때문에 농업이 발달하지 못했다.
주요 시설으로는 조선민주주의인민공화국의 소학교와 중학교 학생들의 과외학습기관인 만경대학생소년궁전과 만경대중학교, 그리고 특수대학인 만경대혁명학원이 있으며, 재일본조선인총련합회의 재일동포기관과 조선민주주의인민공화국 정부에서 합작으로 운영하는 광복백화점과 축구경기장으로 사용되고 있는 서산축구경기장이 있다.
한편, 조선평양교예단의 공연이 열리고 있는 평양교예극장이 있고, 의료시설으로는 진료소와 만경대동에 있는 평양시 제3인민병원이 있다. 한편 중국과 조선민주주의인민공화국의 합작으로 개업한 향만루식당이 있다.

## 역사
- 평안남도 대동군 고평면·용산면에 속하던 지역이었다.
- 1959년 9월 - 중구역과 남구역 및 대동군 대동읍의 일부를 합병해 만경대구역을 신설하였다.

## 교통
1988년에 세계청년학생축전을 대비해서 만든 광복거리가 있고, 1990년대에 들어서 체육관과 체육선수촌들이 즐비하게 서 있는 청춘거리가 개건되었다. 또 평양시 보통강구역과 만경대구역을 지나, 남포특별시로 가는 대형고속도로인 청년영웅도로가 2002년에 새롭게 건설되었다.
광복거리와 청춘거리는 30여만 명이 수용할 수 있는 고층신형아파트이 건설되어 있고, 청춘거리에는 여러 스포츠행사를 열릴 수 있는 경기장과 체육관이 건설되고 있다.
철도로는 평양직할시와 평안남도 온천군을 연결하는 평남선이 연결된다.

## 관광지
관광지는 김일성 국가주석이 탄생한 곳으로 알려진 만경대혁명박물관이 있고, 1982년 4월 15일 김일성 국가주석의 탄생 70돌을 기념하여 개장된 만경대유희장이 있다.
관광객들이 이용할 수 있는 시설으로는 청춘관과 향만루식당이 있고, 숙박시설으로는 청춘거리의 청년호텔과 광복거리의 서산호텔이 있다.

## 행정 구역
26동 2리로 구성되어 있다.
- 칠골 1동 (七골 1洞)
- 칠골 2동 (七골 2洞)
- 칠골 3동 (七골 3洞)
- 만경대동 (萬景臺洞)
- 선내동 (仙內洞)
- 룡산동 (龍山洞)
- 당상 1동 (堂上 1洞)
- 당상 2동 (堂上 2洞)
- 대평동 (大平洞)
- 팔골 1동 (八골 1洞)
- 팔골 2동 (八골 2洞)
- 금천동 (金泉洞)
- 룡악산동 (龍岳山洞)
- 서산동(西山洞)
- 장훈 1동 (獎訓 1洞)
- 장훈 2동 (獎訓 2洞)
- 장훈 3동 (獎訓 3洞)
- 축전 1동 (祝典 1洞)
- 축전 2동 (祝典 2洞)
- 삼흥동 (三興洞)
- 선구자동 (先驅者洞)
- 건국동 (建國洞)
- 광복동 (光復洞)
- 갈림길 1동
- 갈림길 2동
- 금성 1동 (金星 1洞)
- 금성 2동 (金星 2洞)
- 금성 3동 (金星 3洞)
- 룡봉리 (龍峰里)
- 원로리 (元魯里)

## 만경대구역의 주요 공공시설
- 향만루식당
- 광복백화점
- 태권도전당
- 배구경기관
- 만경대중학교

## 같이 보기
- 만경대 (평양)
- 만경대학생소년궁전
- 만경대유희장